# 1702
| [ Edytuj tabelę ]              | |
| Król Polski                    | - 1696 August II Mocny 1706 |
| Współksiążęta Andory           | - 1695 Julià Cano i Thebar 1714 - 1643 Ludwik XIV 1715                                                                                           |
| Król Anglii i Szkocji          | - 1694 Wilhelm III Orański 1702 - 1702 Anna Stuart 1707                                                                                          |
| Elektor Bawarii                | - 1679 Maksymilian II Emanuel 1726 |
| Sułtan Brunei                  | - 1690 Nassaruddin 1705 |
| Cesarz Chin                    | - 1661 Kangxi 1722 |
| Król Czech                     | - 1657 Leopold I Habsburg 1705 |
| Król Danii                     | - 1699 Fryderyk IV 1730 |
| Dalajlama                      | - 1683 Cangjang Gjaco 1706 |
| Cesarz Etiopii                 | - 1682 Ijasu Wielki 1706 |
| Król Francji                   | - 1643 Ludwik XIV 1715 |
| Król Hiszpanii                 | - 1700 Filip V 1724 |
| Landgraf Hesji-Kassel          | - 1670 Karol I Heski 1730 |
| Stadhouder Holandii            | - 1672 Wilhelm III Orański 1702 - 1702 drugi okres bez stadhoudera 1747                                                                          |
| Szach Iranu                    | - 1694 Sultan Husajn 1722 |
| Państwo Wielkich Mogołów       | - 1658 Aurangzeb Alamgir I 1707 |
| Król Irlandii                  | - 1689 Wilhelm III Orański 1702 - 1702 Anna Stuart 1714                                                                                          |
| Cesarz Japonii                 | - 1687 Higashiyama 1709 |
| Kalif                          | - 1695 Mustafa II 1703 |
| Patriarcha Konstantynopola     | - 1694 Kallinik II 1702 - 1702 Gabriel III 1707                                                                                                  |
| Władca Korei                   | - 1674 Sukjong 1720 |
| Książę Kurlandii i Semigalii   | - 1698 Fryderyk Wilhelm Kettler 1711 |
| Książę Liechtensteinu          | - 1699 Jan Adam I 1712 |
| Sułtan Maroka                  | - 1672 Maulaj Isma’il 1727 |
| Książę Monako                  | - 1662 Ludwik I 1702 - 1701 Antoni I 1731 |
| Król Nawarry                   | - 1643 Ludwik XIV 1710 |
| Król Norwegii                  | - 1699 Fryderyk IV 1730 |
| Sułtan Omanu                   | - 1692 Sajf I ibn Sultan 1711 |
| Elektor Palatynatu             | - 1690 Jan Wilhelm 1716 |
| Papież                         | - 1700 Klemens XI 1721 |
| Książę Parmy i Piacenzy        | - 1694 Franciszek 1727 |
| Król Portugalii                | - 1683 Piotr II 1706 |
| Król w Prusach                 | - 1701 Fryderyk I 1713 |
| Car Rosji                      | - 1682 Piotr I Wielki 1725 |
| Cesarz Rzymski (niemiecki)     | - 1658 Leopold I Habsburg 1705 |
| Kapitanowie Regenci San Marino | - 1701 Giuliano Belluzzi Lorenzo Giangi 1702 - 1702 Giuseppe Loli Melchiorre Martelli 1702 - 1702 Giovanni Antonio Belluzzi Gaspare Calbini 1703 |
| Elektor Saksonii               | - 1694 Fryderyk August I (król Polski) 1733 |
| Król Szwecji                   | - 1697 Karol XII 1718 |
| Król Tajlandii                 | - 1688 Phet Racha 1703 |
| Sułtan Turków                  | - 1695 Mustafa II 1703 |
| Doża Wenecji                   | - 1700 Alvise Mocenigo 1709 |
| Król Węgier                    | - 1655 Leopold I 1705 |

Rok 1702 / MDCCII
stulecia: XVII wiek ~
XVIII wiek ~
XIX wiek

lata: 1692 «
1697 «
1698 «
1699 «
1700 «
1701 «
1702
» 1703
» 1704
» 1705
» 1706
» 1707
» 1712

## Wydarzenia w Polsce
- 3 kwietnia – wojna północna: wojska litewskie podjęły nieudaną próbę odbicia zajętego przez Szwedów Wilna.
- 11 maja – pożar zniszczył doszczętnie drewnianą zabudowę miasta Żory.
- 23 maja – wojna północna: wojska szwedzkie zajęły Warszawę.
- 19 lipca – wojna północna: szwedzka armia pod przywództwem Karola XII zwyciężyła wojska Augusta II pod Kliszowem.
- 7 sierpnia – wojna północna: Szwedzi zajęli Kraków.
- 10 sierpnia – wojna północna: dewastacja Wawelu przez żołnierzy szwedzkich. Wzniecony przez nich pożar zamku trwał cztery dni.
- 21 października – złota bulla cesarza Leopolda I ustanawiająca jezuicką Akademię Leopoldyńską we Wrocławiu ze wszystkimi przywilejami uniwersytetów europejskich, początkowo z jednym tylko fakultetem teologicznym. Był to przyszły Uniwersytet Wrocławski (ówczesny austriacki Presslav).
- 15 listopada – Wrocław: zainaugurowała działalność Akademia Leopoldyńska.
- 19 listopada – wojna północna: Dynów został ograbiony i spalony przez wojska szwedzkie.

## Wydarzenia na świecie
- 1 lutego – wojna o sukcesję hiszpańską: stoczono francusko-austriacką bitwę pod Cremoną.
- 8 marca – Anna Stuart została królową Anglii, Szkocji i Irlandii.
- 11 marca – Londyn: ukazało się pierwsze wydanie pierwszej angielskiej gazety codziennej The Daily Courant.
- 19 marca – Wilhelm III Orański zmarł wskutek obrażeń po upadku z konia.
- 21 marca – Anna Stuart zwołała swój pierwszy parlament.
- 15 maja – początek wojny o sukcesję hiszpańską - Anglia, Holandia i Cesarstwo Niemieckie wypowiadają wojnę Francji i Hiszpanii.
- 16 maja – pożar miasta Uppsala w Szwecji.
- 15 sierpnia – wojna o sukcesję hiszpańską: bitwa pod Luzzarą.
- 23 sierpnia – wojna o sukcesję hiszpańską: rozpoczęło się oblężenie Kadyksu.
- 29 września – wojna o sukcesję hiszpańską: zakończyło się nieudane angielsko-holenderskie oblężenie Kadyksu.
- Październik – wojna o sukcesję hiszpańską: brytyjski admirał George Rooke podjął nieudany atak na Kadyks.
- 14 października – wojna o sukcesję hiszpańską: bitwa pod Friedlingen.
- 21 października – cesarz Leopold I Habsburg powołał do życia Uniwersytet Wrocławski, nazwany Academia Leopoldina.
- 22 października – wojna północna: wojska moskiewskie zdobyły szwedzką twierdzę „Orzeszek” (Nöteborg), przemianowaną przez Piotra Wielkiego na Szlisselburg (data według nowego stylu).
- 23 października – wojna o sukcesję hiszpańską: bitwa morska w zatoce Vigo, zwycięska dla Brytyjczyków i Holendrów; w jej wyniku do 1713 r. nie było komunikacji między Hiszpanią a Ameryką Płd.
- 27 października – Brytyjczycy splądrowali Saint Agustine (Floryda hiszpańska).
- 15 grudnia – w Japonii śmierć 47 rōninów zgodnie z kodeksem bushidō.

- Wybuch powstania chłopskiego we Francji (powstanie Kamizardów 1702-1704).
- Francja dysponowała 200 tys. żołnierzy - rekord w XVIII wieku.
- 1702-1711 Francuzi założyli dzisiejsze Old Mobile w stanie Alabama.
- Kolejny zakaz wywozu wełny z Irlandii (poprzedni w 1699).
- Uchwalono Abjuration Act.
- Sidney Godolphin, 1. baron Godolphin pierwszym ministrem angielskim.
- Początek negocjacji szkocko-angielskich w sprawie unii, która zawiązała się ostatecznie w 1707 r.
- Na dworze angielskim rosły wpływy Sarah Churchill.
- Spory warstwy regentów (oranżyści i republikanie) w Holandii.
- Anthonie Heinsius – wielki pensjonariusz Holandii – zrealizował plany wojenne Wilhelma III.
- Stany Generalne (holenderskie) uznały Johna Churchilla za holenderskiego wodza naczelnego.
- Kupcy holenderscy nie zerwali, mimo protestów angielskich, handlu z Francją.
- Borys Szeremietiew opanował ujście rzeki Newa.
- Kuzyn królowej Anny, lord Cornbury, gubernatorem Nowego Jorku.

## Urodzili się
- 27 marca – Johann Ernst Eberlin, austriacki kompozytor
- 12 maja – Louis Philogène Brûlart de Sillery, polityk francuski
- 13 czerwca – Michał Kazimierz Radziwiłł Rybeńko, książę, wojewoda wileński i hetman wielki litewski
- 12 września – January Maria Sarnelli, włoski redemptorysta, błogosławiony katolicki (zm. 1744)
- 26 listopada – Mateusz Alonso de Leciniana, hiszpański dominikanin, misjonarz, męczennik, święty katolicki (zm. 1745)
- 14 grudnia – Franciszek Gil de Frederich, hiszpański dominikanin, misjonarz, męczennik, święty katolicki (zm. 1745)

- data dzienna nieznana: 
  - Marcin Józef Żebrowski, polski skrzypek i kompozytor

## Zmarli
- 23 marca – Józef Oriol, kataloński duchowny katolicki, święty (ur. 1650)
- 3 kwietnia – Stanisław Jabłonowski, hetman wielki koronny (ur. 1634)
- 27 kwietnia – Jean Bart, francuski korsarz (ur. 1650)
- 15 maja – Feliks Kazimierz Potocki, hetman wielki koronny i kasztelan krakowski (ur. 1630)

- data dzienna nieznana: 
  - Jerzy Albrecht Denhoff, polski duchowny katolicki, biskup przemyski, (ur. 1640)

## Święta ruchome
- Tłusty czwartek: 23 lutego
- Ostatki: 28 lutego
- Popielec: 1 marca
- Niedziela Palmowa: 9 kwietnia
- Wielki Czwartek: 13 kwietnia
- Wielki Piątek: 14 kwietnia
- Wielka Sobota: 15 kwietnia
- Wielkanoc: 16 kwietnia
- Poniedziałek Wielkanocny: 17 kwietnia
- Wniebowstąpienie Pańskie: 25 maja
- Zesłanie Ducha Świętego: 4 czerwca
- Boże Ciało: 15 czerwca